# Oława (gmina)
Oława est une gmina rurale du powiat de Oława, Basse-Silésie, dans le sud-ouest de la Pologne. Son siège est la ville d'Oława, bien qu'elle ne fasse pas partie du territoire de la gmina.
La gmina couvre une superficie de 233,98 km2 pour une population de 13 438 habitants.

## Géographie
La gmina est bordée par la ville d'Oława et les gminy de Czernica, Domaniów, Jelcz-Laskowice, Lubsza, Siechnice, Skarbimierz et Wiązów.
La gmina contient les villages de Bolechów, Bystrzyca, Chwalibożyce, Drzemlikowice, Gać, Gaj Oławski, Godzikowice, Godzinowice, Jaczkowice, Jakubowice, Janików, Jankowice, Jankowice Małe, Lizawice, Marcinkowice, Marszowice, Maszków, Miłonów, Niemil, Niwnik, Oleśnica Mała, Osiek, Owczary, Psary, Ścinawa, Ścinawa Polska, Siecieborowice, Siedlce, Sobocisko, Stanowice, Stary Górnik, Stary Otok et Zabardowice.

## Jumelages
La gmina d'Oława est jumelée avec :
- Le raïon de Pidhaïtsi en Ukraine ;
- Rudamina, un village de la municipalité de Vilnius en Lituanie.